# Fontpineda
Fontpineda és un dels tres nuclis de població del municipi de Pallejà, de la comarca del Baix Llobregat, que forma part de l'Àrea Metropolitana de Barcelona.

## Geografia
Fontpineda està situada en el terme de l’antiga zona boscosa i poc cultivada del massís del Montmany, un dels contraforts més orientals del massís de l'Ordal, pertanyent a la Serralada Litoral, a una mitjana de 300 metres pel damunt del nivell del mar i a una vintena de kilòmetres de Barcelona.
Seguint la carena del Montmany, el límit nord-occidental s'estableix amb Corbera de Llobregat, el sud-occidental amb La Palma de Cervelló, mentre que la zona oriental, en bona part ocupada per un penya-segat, s'orienta cap al nucli de Pallejà i el barri de la Magina, a la vall del Llobregat.
Està assentada sobre un sol bàsicament calcari i, com el seu nom indica, la vegetació natural de la zona és la pineda, acompanyada de la típica vegetació mediterrània amb sotabosc abundant, amb vegetació de fulla petita i dura. En les zones no urbanitzades s'hi troben plantes, la farigola, el romaní, l'estepa, la gatosa, el margalló, el garric, el ginebró.

## Història
La masia de Montmany de Sobreroca havia pertangut a la famíia Montmany des del segle XVI i fins al segle XIX. A banda de les terres cultivables, situades majoritàriament a la zona oriental, la zona occidental de la finca estava constituïda per una àmplia zona boscosa. Durant el segle XIX, la zona boscosa de Pallejà es trobava en mans de només tres propietaris: Salvador Montmany de Sobrerroca, Vicenç Albareda i el marquès de Sentmenat. El 1888 la propietat de la finca va passar als descendents de la família Albareda, i el 1941 era propietat de Víctor Maria Tarruella i de Riu, fill de Josep Maria Tarruella i Albareda (Pallejà, 1870-1958), metge i dirigent esportiu.
Durant la Guerra Civil, la zona boscosa (actualment part de Fontpineda) va ésser ocupada per polvorins militars, una part dels quals eren ubicats a les coves situades en el lloc que avui ocupa el Restaurant Fontpineda. Els polvorins continuaren en ús fins a l’any 1959.

### 1966-1990: Inicis com a zona residencial
El dia abans de Sant Joan de l’any 1966 s'iniciaren les obres del que havia d’ésser el Primer Polígon de Fontpineda, per iniciativa del promotor, Marià Trabal i Villena (Barcelona, 1927-Mataró 2016). Trabal era fill del metge Josep Antoni Trabal i Sans, un dels dirigents històrics de l'esport català, que durant la II República havia estat diputat per Esquerra Republicana. En acabar la Guerra Civil, Marià seguí la seva família a l'exili al sud de França fins al 1944. L'ambient catalanista i de l'exili propiciaren el jove Trabal inquietuds culturals, ja que entre 1959 i 1962 és un dels promotors de la candidatura de Josep Carner al Premi Nòbel.
El 1966, Trabal adquireix a la família Tarruella una part substancial del bosc de la finca, amb la intenció de fer-ne un "Bosc Residencial". La promoció immobiliària va ser profusament anunciada a La Vanguardia i a revistes d'àmbit català, com la montserratina Serra d'or. La promoció es va organitzar per polígons, que s'anaven dotant de les estructures urbanístiques bàsiques (carretera, llum, aigua corrent) a mesura de la venda de les parcel·les. Els noms de les vies, sobretot del primer polígon (Carles Riba, Antonio Machado, Juan Ramon Jiménez, Manuel de Falla, Alexandre Plana...), responen al món cultural republicà; d'altres (Via Angelina Villena, via Laura, Via Susanna) són directament relacionats amb la seva família.
El nucli residencial inicial de Fontpineda és conseqüència del Pla Parcial d'Ordenació Urbana del la finca corresponent a la masia Montmany de Sobreroca, aprovat pel Consell Ple de la Corporació Metropolitana de Barcelona el 26 d’abril de 1968, que creà una zona residencial permanent i de temporada de cases aïllades, situat a l'Oest del nucli urbà de Pallejà, d’una superfície de 207 hectàreas.

### Consolidació com a zona de residència habitual
Fontpineda va néixer com a urbanització a mitjans dels anys seixanta i amb una clara vocació d’ubicar segones residències per a famílies de la zona metropolitana de Barcelona. Tot i que des de la dècada de 1970 hi va haver famílies que s'hi instal·laren de manera definitiva -—l'escola L'Oreig data de 1975-—, i que a mitjans dels 1980 Bernd Schuster i alguns altres futbolistes del Barça hi visquessin, la utilització habitual continuava sent de cap de setmana i vacacional. Però a partir de finals del segle XX el nombre de famílies que s'hi instal·laren de manera definitiva va anar-hi creixent, s'organitzà un moviment veïnal que acabà per tenir un pes a l'ajuntament de Pallejà.
A principis del segle XXI, la situació urbanística de Fontpineda es considerava consolidada; la revisió de 2014 establerta per la Generalitat marcava el seu territori com a sol urbà consolidat, tot i que pugui haver-hi amb zones protegides i no edificables. Actualment, a més dels serveis inicials d'abastament d'aigua potable i enllumenat públic i xarxa de clavegueram, disposa de la recollida selectiva de deixalles; hi ha també una farmàcia, una escola, L'Oreig, un centre cívic i dues residències per a la gent gran.

## Gestió municipal i serveis
Fontpineda comptava, el 2024, amb una població estable de 1859 habitants, als quals cal afegir un nombre molt elevat de persones que hi tenen la segona residència.
A l'Ajuntament de Pallejà, les qüestions relacionades amb Fontpineda es gestionen majoritàriament a través de la Comissió Municipal de Gestió de Fontpineda (CMGF) i de l'Associació de Veïns de Fontpineda.
Els seus veïns han presentat a les eleccions municipals partits independents per defendre les seves necessitats específiques, el PDF des del 1993 (Partit pel Desenvolupament de Fontpineda) i Som Fontpineda des del 2019.

### Mobilitat
Malgrat formar part de l'Àrea Metropolitana de Barcelona per la seva pertinença a Pallejà, per la seva orografia la mobilitat a Fontpineda depèn majoritàriament del transport privat. L'accés es fa prioritàriament per una carretera a la sortida de La Palma de Cervelló, si bé hi ha també hi ha una ruta que l'enllaça amb el nucli de Pallejà i amb el de Corbera de Llobregat.
Hi ha un servei d'autobusos que connecta el nucli urbà de Pallejà amb Fontpineda. Pallejà compta també amb un servei d'autobusos ofert per la companyia Soler i Sauret que ofereix servei fins a Corbera, passant per Fontpineda.
- Línia Pallejà-Fontpineda
- Línia Pallejà-Fontpineda-Corberà, reforçada en horari escolar fins a l’Escola l’Oreig

Des de l'any 2019, Pallejà (i per tant Fontpineda) va passar a ser zona 1 dintre de la zona tarifària de l'AMB.